# خط طول 58° غرب
خط طول 58° غرب هو أحد خطوط الطول الجغرافية، والتي تمتد من القطب الشمالي الجغرافي إلى القطب الجنوبي الجغرافي، وحسب التحويل الزمني يتأخر خط طول 58° غرب عن خط غرينتش بـ3 ساعات و52 دقيقة.

## من القطب إلى القطب
ينطلق خط طول 58° غرب من القطب الشمالي نحو القطب الجنوبي مرورا بالمناطق التي ترد في الجدول التالي:
| الإحداثيات                         | البلد أو الإقليم أو البحر | ملاحظات |
| ---------------------------------- | ------------------------- | --- |
| 90°0′N 58°0′W / 90.000°N 58.000°W  | المحيط المتجمد الشمالي    | |
| 83°32′N 58°0′W / 83.533°N 58.000°W | بحر لنكولن                | |
| 82°8′N 58°0′W / 82.133°N 58.000°W  | جرينلاند                  | |
| 75°5′N 58°0′W / 75.083°N 58.000°W  | خليج بافن                 | |
| 70°0′N 58°0′W / 70.000°N 58.000°W  | مضيق دافيس                | |
| 60°0′N 58°0′W / 60.000°N 58.000°W  | المحيط الأطلسي            | بحر لبرادور |
| 54°54′N 58°0′W / 54.900°N 58.000°W | كندا                      | نيوفاوندلاند واللابرادور — لابرادور كيبك — من 52°0′N 58°0′W / 52.000°N 58.000°W                                                                        |
| 51°18′N 58°0′W / 51.300°N 58.000°W | خليج سانت لورنس           | |
| 49°34′N 58°0′W / 49.567°N 58.000°W | كندا                      | نيوفاوندلاند واللابرادور — جزيرة نيوفاوندلاند (جزيرة)                                                                                                  |
| 47°40′N 58°0′W / 47.667°N 58.000°W | المحيط الأطلسي            | |
| 6°47′N 58°0′W / 6.783°N 58.000°W   | غيانا                     | مرورا بشرق جورج تاون |
| 4°15′N 58°0′W / 4.250°N 58.000°W   | سورينام                   | |
| 3°56′N 58°0′W / 3.933°N 58.000°W   | غيانا                     | مرورا عبر area تملكه سورينام |
| 1°33′N 58°0′W / 1.550°N 58.000°W   | البرازيل                  | بارا الأمازون (ولاية) — من 1°30′S 58°0′W / 1.500°S 58.000°W Pará — من 6°8′S 58°0′W / 6.133°S 58.000°W ماتو غروسو — من 7°24′S 58°0′W / 7.400°S 58.000°W |
| 17°31′S 58°0′W / 17.517°S 58.000°W | بوليفيا                   | |
| 19°29′S 58°0′W / 19.483°S 58.000°W | البرازيل                  | ماتو غروسو دو سول |
| 19°53′S 58°0′W / 19.883°S 58.000°W | بوليفيا                   | لحوالي 20 km |
| 20°3′S 58°0′W / 20.050°S 58.000°W  | البرازيل                  | Mato Grosso do Sul |
| 20°37′S 58°0′W / 20.617°S 58.000°W | باراغواي                  | |
| 25°2′S 58°0′W / 25.033°S 58.000°W  | الأرجنتين                 | |
| 26°5′S 58°0′W / 26.083°S 58.000°W  | باراغواي                  | |
| 27°16′S 58°0′W / 27.267°S 58.000°W | الأرجنتين                 | |
| 31°24′S 58°0′W / 31.400°S 58.000°W | الأوروغواي                | لحوالي 15 km |
| 31°32′S 58°0′W / 31.533°S 58.000°W | الأرجنتين                 | لحوالي 10 km |
| 31°38′S 58°0′W / 31.633°S 58.000°W | الأوروغواي                | |
| 34°16′S 58°0′W / 34.267°S 58.000°W | ريو دي لا بلاتا (نهر)     | |
| 34°48′S 58°0′W / 34.800°S 58.000°W | الأرجنتين                 | |
| 38°21′S 58°0′W / 38.350°S 58.000°W | المحيط الأطلسي            | |
| 51°23′S 58°0′W / 51.383°S 58.000°W | جزر فوكلاند               | جزيرة جزيرة فوكلاند الشرقية — تملكه الأرجنتين |
| 51°45′S 58°0′W / 51.750°S 58.000°W | المحيط الأطلسي            | |
| 60°0′S 58°0′W / 60.000°S 58.000°W  | المحيط الجنوبي            | |
| 61°54′S 58°0′W / 61.900°S 58.000°W | جزر جنوب شيتلاند          | جزيرة الملك جورج — المطالب الإقليمية بالقارة القطبية الجنوبية by الأرجنتين, تشيلي و المملكة المتحدة                                                    |
| 62°4′S 58°0′W / 62.067°S 58.000°W  | المحيط الجنوبي            | |
| 63°23′S 58°0′W / 63.383°S 58.000°W | القارة القطبية الجنوبية   | شبه الجزيرة القطبية الجنوبية — المطالب الإقليمية بالقارة القطبية الجنوبية by الأرجنتين, تشيلي و المملكة المتحدة                                        |
| 63°41′S 58°0′W / 63.683°S 58.000°W | المحيط الجنوبي            | بحر ودل |
| 63°51′S 58°0′W / 63.850°S 58.000°W | القارة القطبية الجنوبية   | جزيرة جيمس روس — المطالب الإقليمية بالقارة القطبية الجنوبية by الأرجنتين, تشيلي و المملكة المتحدة                                                      |
| 64°24′S 58°0′W / 64.400°S 58.000°W | المحيط الجنوبي            | بحر ودل |
| 75°42′S 58°0′W / 75.700°S 58.000°W | القارة القطبية الجنوبية   | Territory المطالب الإقليمية بالقارة القطبية الجنوبية by الأرجنتين, تشيلي و المملكة المتحدة                                                             |